# ヒュロノメ (小惑星)
ヒュロノメ(10370 Hylonome)は、外部太陽系を公転する太陽系小天体の1つである。ケンタウルス族として知られる氷天体に分類される。海王星の軌道と交差する天王星横断小惑星である。1995年2月27日に発見された。
名前は、ギリシア神話に登場する雌のケンタウロスのヒュロノメに由来する。
スピッツァー宇宙望遠鏡による赤外線観測で、直径が70 ± 20 kmであることが明らかとなった。

## 軌道
ケンタウルス族の軌道は、巨大惑星の摂動のため、不安定である。現在は天王星がヒュロノメの近点を、海王星が遠点を支配している。比較的長い約637万年の軌道半減期を持っていると推定されている。3478年にヒュロノメは天王星から85Gm以内を通過し、軌道長半径は23.5AUまで短くなる。